# Monia Baccaille
Monia Baccaille (Marostica, 22 de octubre de 1984) es una ciclista profesional italiana. Debutó como profesional en 2006 ganando ese año el Campeonato Europeo Scratch sub-23 y siendo 8.ª en el Giro de Italia Femenino y 19.ª en el Campeonato Mundial en Ruta (sus mejores puestos en esas pruebas). Posteriormente ganó el Campeonato de Italia en Ruta en 2009 y 2010 siendo sus victorias más destacadas; y participó en la prueba en ruta de los Juegos Olímpicos de Londres 2012 donde llegó fuera de control.
Como curiosidad su vida deportiva desde el 2008 coincidió en todos sus equipos con Tatiana Guderzo.

## Palmarés

### Ruta
2006
- Coppa dei Laghi
- 1 etapa del Trophée d'Or Féminin

2008
- Gran Premio Elsy Jacobs

2009
- Campeonato de Italia en Ruta

2010
- GP della Liberazione
- Campeonato de Italia en Ruta

2011
- 1 etapa del Tour de Catar Femenino
- G. P. Cento-Carnevale d'Europa

2012
- Gran Premio de Dottignies
- 1 etapa del Tour de la Isla de Chongming

### Pista
2006
- Campeonato Europeo Scratch sub-23

2007
- 3.ª en el Campeonato de Italia Persecución
- 3.ª en el Campeonato de Italia Velocidad por Equipos (haciendo equipo con Silvia Valsecchi)
- 3.ª en el Campeonato de Italia Scratch (haciendo equipo con Silvia Valsecchi)

2011
- 2.ª en el Campeonato de Italia Velocidad por Equipos (haciendo equipo con Elena Cecchini)
- 2.ª en el Campeonato de Italia Persecución por Equipos (haciendo equipo con Tatiana Guderzo y Marta Tagliaferro)
- 2.ª en el Campeonato de Italia Velocidad

## Resultados en Grandes Vueltas y Campeonatos del Mundo
Durante su carrera deportiva ha conseguido los siguientes puestos en las Grandes Vueltas femeninas y en los Campeonatos del Mundo en carretera:
| Carrera         | 2006 | 2007 | 2008 | 2009 | 2010 | 2011 | 2012 | 2013 | 2014 |
| --------------- | ---- | ---- | ---- | ---- | ---- | ---- | ---- | ---- | ---- |
| Giro de Italia  | 8.ª  | 29.ª | 17.ª | 21.ª | 39.ª | 44.ª | 39.ª | -    | 36.ª |
| Tour de l'Aude  | -    | -    | -    | -    | -    | X    | X    | X    | X    |
| Grande Boucle   | -    | -    | -    | -    | X    | X    | X    | X    | X    |
| Mundial en Ruta | 19.ª | -    | 26.ª | 46.ª | -    | 39.ª | 79.ª | -    |      |

-: no participa

X: ediciones no celebradas

## Equipos
- Saccarelli Emu (2006-2007)
  - Saccarelli Emu Marsciano (2006)
  - Saccarelli Emu Sea Marsciano (2007)
- Fenixs (2008)
- Gauss RDZ Ormu (2009)[4]
- S.C. Michela Fanini Record Rox (2009)[5]
- Team Valdarno (2010)
- Cipollini (2011-2013)
  - S.C. MCipollini-Giambenini (2011)
  - MCipollini-Giambenini (2012)
  - MCipollini-Giordana (2013)
  - Alé Cipollini (2014)
- Aromitalia-Vaiano (2016)